# Братья Шапшал (табачная фабрика)
Товарищество табачной фабрики «Братья Шапшал» — крупная производственная компания дореволюционной России. Производство и правление компании располагались в Санкт-Петербурге.

## История
Табачная фабрика основана 12 октября 1873 года перебравшимся в столицу империи из Киева купцом 2-й (впоследствии - 1-й) гильдии караимского происхождения Юфудой Моисеевичем Шапшалом. Соучредителями «Торгового дома „Братья Шапшал“», как изначально называлась компания, выступили братья Юфуда Шапшала Абрам и Самуил Моисеевичи.
С момента основания табачное производство размещалось в здании, где поселился Юфуда Моисеевич по адресу: Рождественская часть, дом 13, 4-я улица (ныне 4-я Советская улица; в 1913 году на этом месте возведен доходный дом). Несмотря на первоначальные сложности, обернувшиеся убытками после первого года работы, усилиями братьев Шапшал спустя всего пять лет, к 1878 году, компания вышла на одно из первых мест в России по объёму производства табака.
К 1884 году фабрика размещалась в собственном доме Шапшала (Перекупной переулок, 6; в 1910 году на этом месте также был возведен доходный дом), к 1917 - на углу Херсонской улицы, 6, и Перекупного переулка, 13 в здании, построенном в 1878—1879 годах по проекту архитектора Ивана Иудовича Буланова.
К 1900 году фабрика братьев Шапшал, наряду с товариществом «А. Н. Богданов и Ко» и табачной фабрикой «Лаферм» входила в тройку крупнейших производителей табачных изделий Петербурга.
В 1904 году торговый дом «Братья Шапшал» был перерегистрирован в паевое «Товарищество табачной фабрики „Братья Шапшал“», в чье ведение и перешло производство.
К 1913 году товарищество «Братья Шапшал» владело собственными магазинами на Невском проспекте, 30 (в доме Учётного банка) и Малой Морской ул, 36 (напротив Яхт-клуба).
Особой популярностью пользовались шапшаловские папиросы марок «Императорские», «Диана», «Купеческие», «Дагмара», «Концертные», «Заря», «Кадо», «Нева» и  «Экспресс».
После Октябрьской революции и последовавшей национализации производство на Херсонской улице получило название «4-я Государственная табачная фабрика Шапшал».